# Aa aurantiaca
Aa aurantiaca, vrsta južnoameičke orhideje iz Perua. Raste po travnjacima na visinama od 3500 do 4000 metara. Opisao je je D.Trujillo, 2011.